# دائرة الوطاية
الوطاية دائرة تابعة لولاية بسكرة بالجزائر.